# Ли Яньфэн
Ли Яньфэн (кит. трад. 李艷鳳, упр. 李艳凤, пиньинь Lǐ Yànfèng; род. 15 мая 1979, Цинган, Хэйлунцзян, Китайская Народная Республика) — китайская легкоатлетка, чемпионка мира по метанию диска, серебряный призёр летних Олимпийских игр 2012 года.

## Спортивные достижения
Ли являлась основной претенденткой на победу в чемпионате мира по лёгкой атлетике 2011 года, с лучшим результатом сезона — 67.98 м (Шёнебек, 2011). На этом чемпионате она завоевала золото с результатом 66.52 м, тем самым став первой в истории чемпионкой мира по метанию диска из Китая.